# TSPAN9
TSPAN9 (англ. Tetraspanin 9) – білок, який кодується однойменним геном, розташованим у людей на 12-й хромосомі. Довжина поліпептидного ланцюга білка становить 239 амінокислот, а молекулярна маса — 26 779.
| 10         |  | 20         |  | 30         |  | 40         |  | 50         |
| ---------- |  | ---------- |  | ---------- |  | ---------- |  | ---------- |
| MARGCLCCLK |  | YMMFLFNLIF |  | WLCGCGLLGV |  | GIWLSVSQGN |  | FATFSPSFPS |
| LSAANLVIAI |  | GTIVMVTGFL |  | GCLGAIKENK |  | CLLLSFFIVL |  | LVILLAELIL |
| LILFFVYMDK |  | VNENAKKDLK |  | EGLLLYHTEN |  | NVGLKNAWNI |  | IQAEMRCCGV |
| TDYTDWYPVL |  | GENTVPDRCC |  | MENSQGCGRN |  | ATTPLWRTGC |  | YEKVKMWFDD |
| NKHVLGTVGM |  | CILIMQILGM |  | AFSMTLFQHI |  | HRTGKKYDA  |  |            |

A: Аланін

C: Цистеїн

D: Аспарагінова кислота

E: Глутамінова кислота

F: Фенілаланін

G: Гліцин

H: Гістидин

I: Ізолейцин

K: Лізин

L: Лейцин

M: Метіонін

N: Аспарагін

P: Пролін

Q: Глутамін

R: Аргінін

S: Серин

T: Треонін

V: Валін

W: Триптофан

Локалізований у мембрані.